# Montafonerbahn
De spoorlijn Bludenz - Schruns ook wel Montafonerbahn benoemd is een normaalsporige nevenlijn in Oostenrijk. De 12,717 kilometer lange pendellijn verbindt sinds 1905 Schruns in de vallei Montafon met Bludenz, waar de lijn op de Vorarlbergspoorlijn en de Arlbergspoorlijn aansluit. De spoorlijn is eigendom van Montafonerbahn AG. De MBS is zowel verantwoordelijk voor de infrastructuur als voor het vervoer op de spoorlijn. In Schruns kan overgestapt worden op bussen die het achterland van de regio Montafon bedienen. De relatief korte spoorlijn kent liefst 36 spoorwegovergangen.

## Geschiedenis
De plannen voor een spoorlijn ontstonden reeds bij de opening van de Arlbergspoorlijn in 1884. Sinds de ingebruikname op 18 december 1905 ontsluit de lijn de Montafon. De spoorlijn is de enige nog bestaande privéspoorlijn in Vorarlberg en was bij de opening de eerste normaalsporige geëlektrificeerde spoorlijn in Oostenrijk-Hongarije. In het eerste jaar vervoerde de MBS bijna 82.000 reizigers. In juli 1910 werd bijna twee derde van de lijn door een overstroming vernield. Sinds het begin van de ontwikkeling van de Vorarlberger Illwerke, waaronder het Silvrettastuwmeer, nam het goederenvervoer sterk toe. Destijds overwogen de bouwers van de Montafonerbahn ook om de lijn door te trekken naar Davos (CH) en was er ook sprake van een tandradbaan naar Gargellen (A) en een trolleybus naar Gaschurn .
In 1972 werd van 800 volt gelijkspanning op wisselspanning overgeschakeld en werd de spoorlijn verder gemoderniseerd. In 2000 werd zij opgenomen in het openbaarvervoernetwerk van Vorarlberg. In Schruns bevinden zich depot en lijnwerkplaats. De spoorlijn is enkelsporig, met kruisingsmogelijkheden in Sankt Anton en, sinds 2010, Bludenz Brunnenfeld.
De laatste tijd wordt gesproken over verlenging van de lijn tot Sankt Gallenkirch.

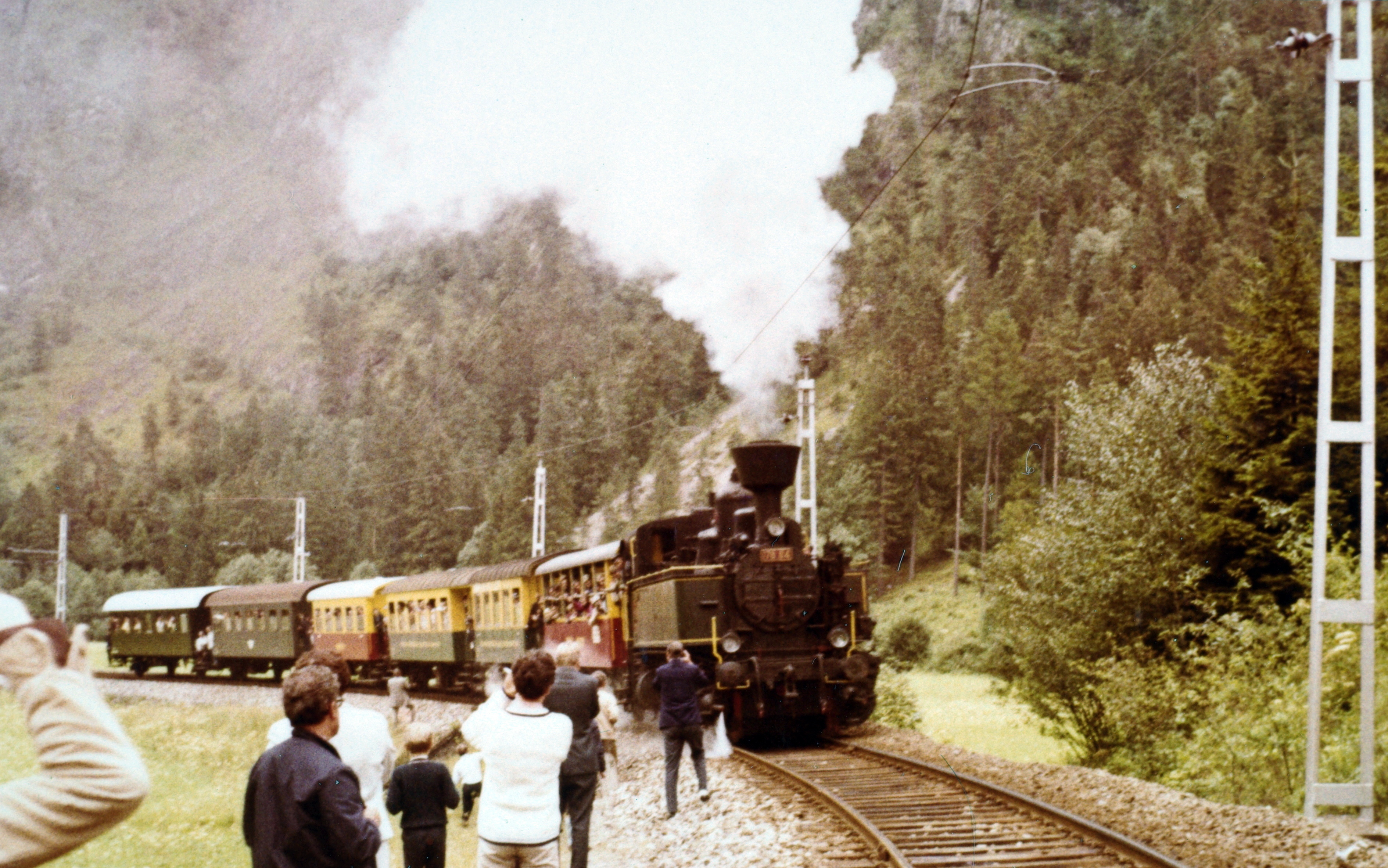
1972: Gelegenheidsrit met stoomtractie
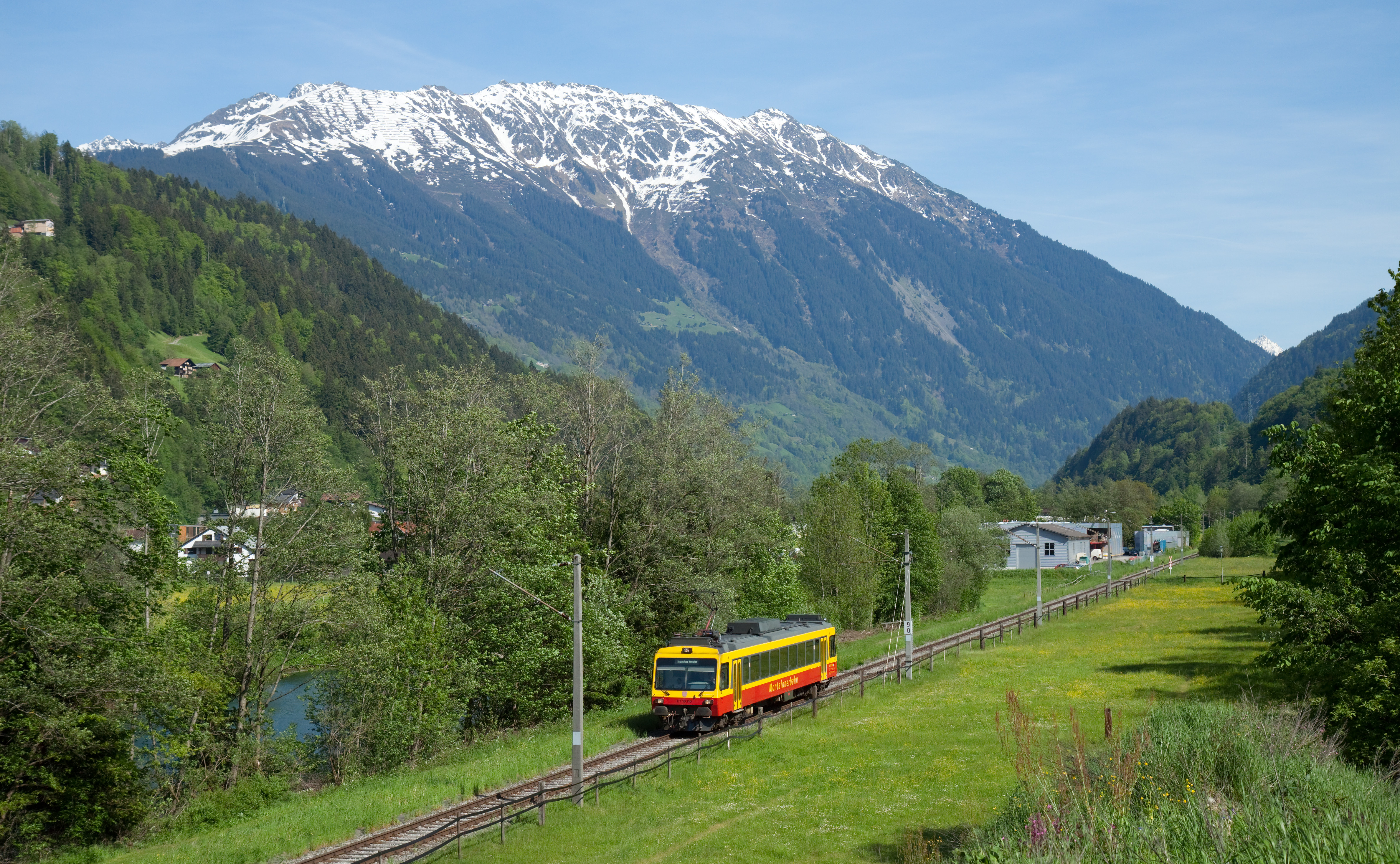
Een MBS-treinstel tussen Vandans en Kaltenbrunnen
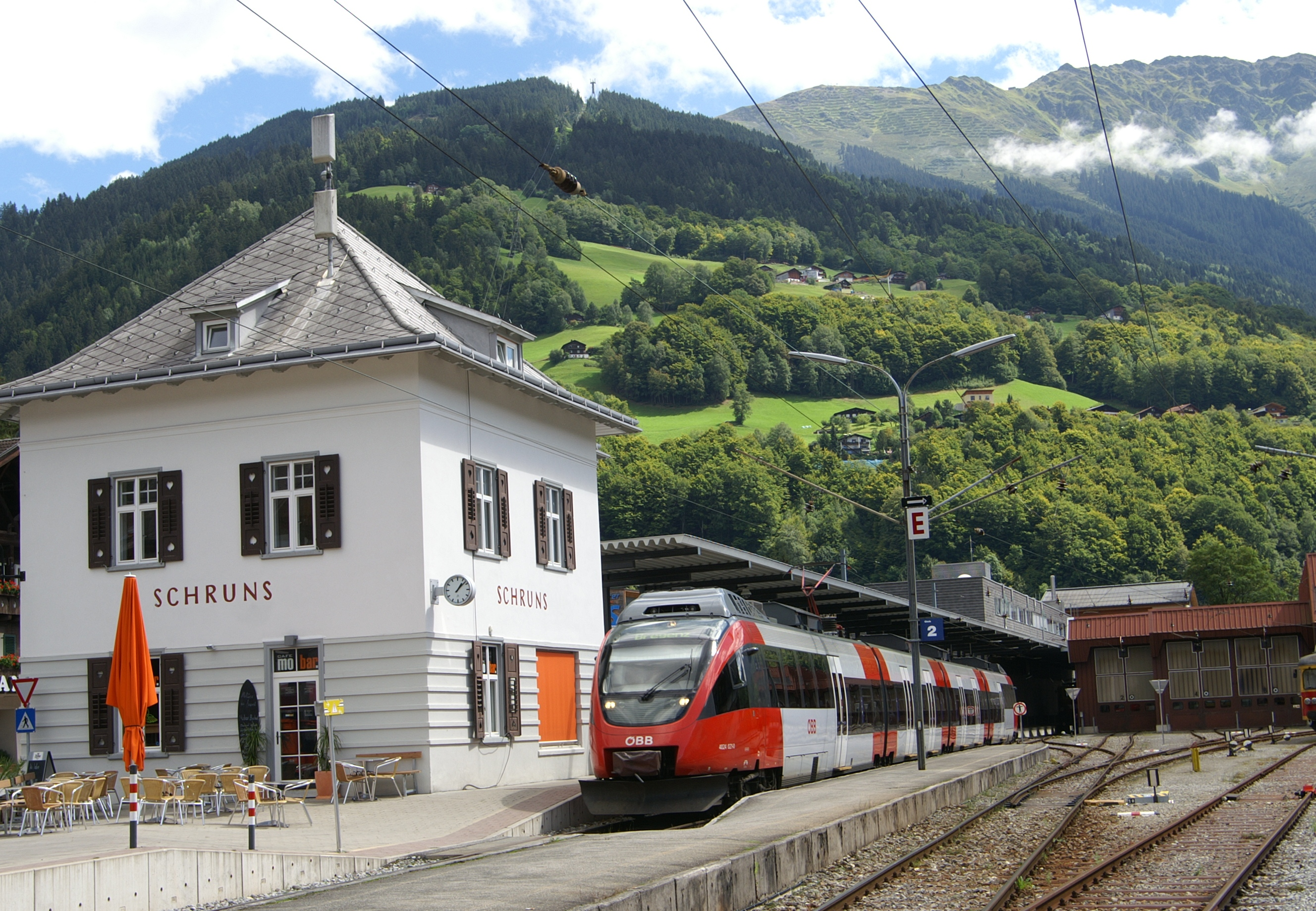
Een Talent van de ÖBB in Schruns
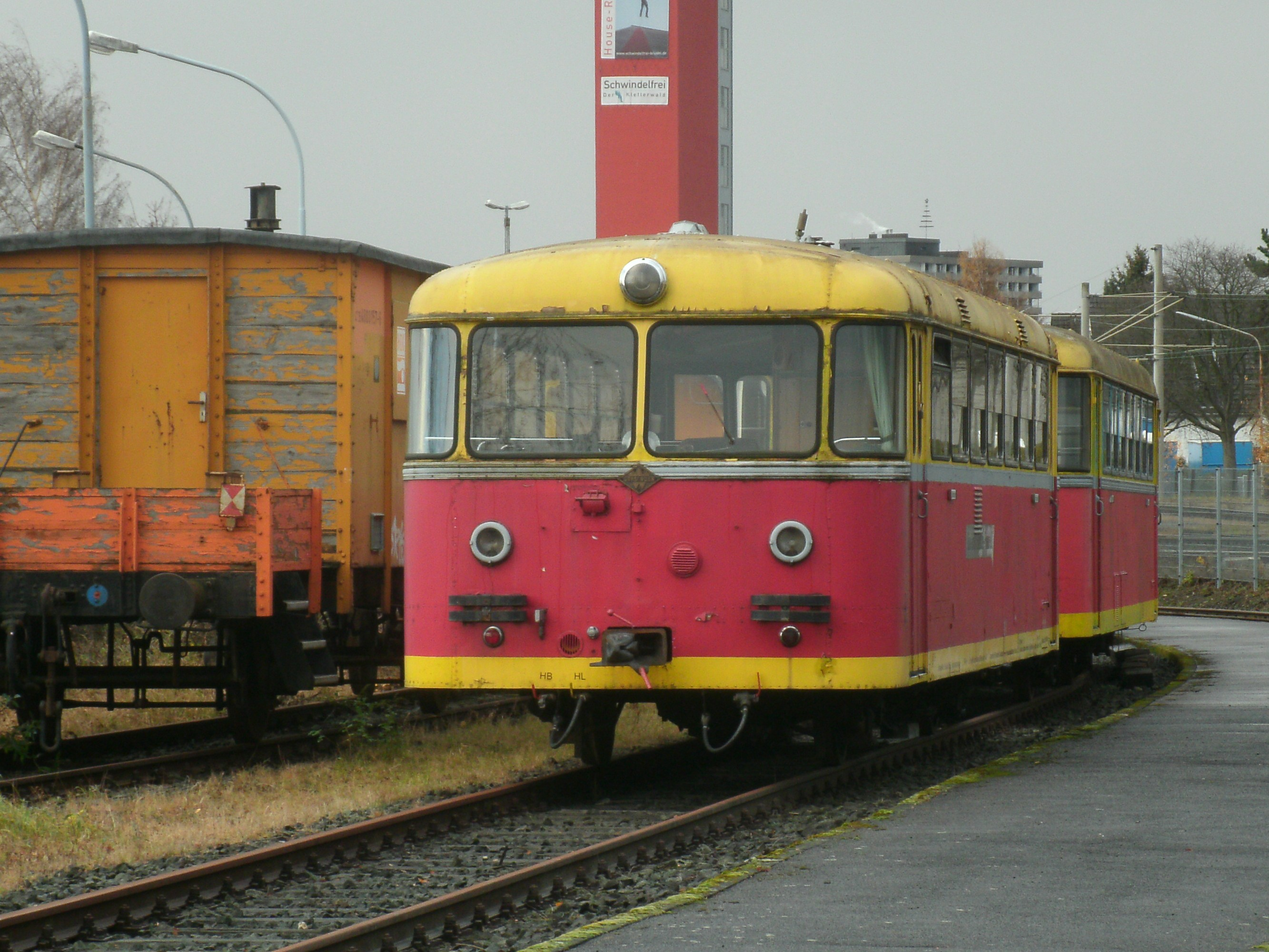
Zgn. Schienenbus van de MBS

## Media
- Unterwegs mit der Montafonerbahn. Andrej Púlui, Manfred Böhm, Bahn TV, 2007.

## Weblinks
- Officiële website van de Montafonerbahn AG
- Bahnportrait Österreich: Die Montafonerbahn von Bludenz nach Schruns. Dokumentationszentrum für Europäische Eisenbahnforschung, DEEF